# Facelina rutila
Facelina rutila is een slakkensoort uit de familie van de Facelinidae. De wetenschappelijke naam van de soort is voor het eerst geldig gepubliceerd in 1951 door Pruvot-Fol.